# Comum de dois gêneros
Em gramática, o comum de dois gêneros ou substantivo comum de dois gêneros (géneros, no português europeu) é a classificação que recebem os substantivos cujas formas masculina e feminina são idênticas mas são diferenciáveis pela presença de um modificante, tal como um artigo ou adjetivo.

## Exemplos
- O gerente – A gerente.
- O eletricista - A eletricista.
- O atendente - A atendente.
- O presidente - A presidente.
- O residente - A residente.
- O motorista – A motorista.
- O colega – A colega.
- O estudante – A estudante.
- O intérprete – A intérprete.
- O jovem  - A jovem.
- O jurista – A jurista.
- O dentista – A dentista.
- O fã – A fã.
- O artista – A artista.
- O turista – A turista.

Não são classificados como comum de dois gêneros palavras como:
- Criança, pois "Ele/Ela é uma criança." (Nesse caso o substantivo é classificado como substantivo "sobrecomum").[5][6]